# Ante Čaljkušić

Ante Čaljkušić, hrvatski katolički teolog, filmski redatelj i jedan od pokretača inicijative „40 dana za život“ u Hrvatskoj.
Diplomirao je teologiju na Katoličko bogoslovnom fakultetu u Zagrebu i radio kao vjeroučitelj. Snimio je dokumentarni film o udruzi Betlehem, koja pomaže trudnicama u potrebi pod nazivom „Zagrli život“ 2013. godine. Tada se zainteresirao za pro-life pokret i sa suprugom Sarom supokretač je međunarodne molitvene inicijative za prekid pobačaja „40 dana za život“ za Hrvatsku. Prvu kampanju pokrenuo je 2014. godine u Zagrebu i postao je voditelj tima „40 dana za život“. Pokret se vrlo razvio i proširio u preko 30 hrvatskih gradova s više tisuća suradnika pa je Ante Čaljkušić postao i dio međunarodnog tima „40 dana za život“. Snimio je srednjometražni dokumentarni film 40 dana 2018., koji govori o problemu pobačaja, o plodovima i rezultatima svjetske molitvene pro-life inicijative „40 dana za život“. Radnja filma obiluje svjedočanstvima molitelja i sudionika Inicijative, žena i muškaraca koji su odabrali život ili imaju iskustvo pobačaja.
Predsjednik je i osnivač udruge „Hrvatska za Život“, koja organizira godišnje Međunarodne konferencije za život u Zagrebu. Napisao je autobiografiju Zvrk u Božjim rukama. Jedan je od glavnih pokretača magazina za život Pohod.
Imao je epizodnu ulogu u hrvatskoj televizijskoj seriji Zabranjena ljubav 2006. i sudjelovao je u njemačkoj emisiji Hart aber fair 2017. Producent je, redatelj i glavni glumac u hrvatskom igranom dugometražnom film Loveći Teslu, koji je u planu prikazivanja 2024. godine.

## Filmografija
- „Zagrli život“ - dokumentarni film iz 2013.
- "40 dana" - dokumentarni film iz 2018.
- "Loveći Teslu" - igrani film (u snimanju)